# Amen (gospel)
Amen è una canzone tradizionale, un gospel, la prima incisione è stata quella dei Wings Over Jordan Choir 
nel giugno 1948 e prodotto nel gennaio 1949. Il brano è divenuto popolare dopo l'incisione dei The Impressions del 1964. La versione postuma di Otis Redding pubblicata nel 1968 nell'album The Immortal Otis Redding.

## Versioni
La canzone fu arrangiata da Jester Hairston per il film di Sidney Poitier I gigli del campo (1963).